# Conus spirofilis
Conus spirofilis é uma espécie de gastrópode do gênero Conus, pertencente a família Conidae.

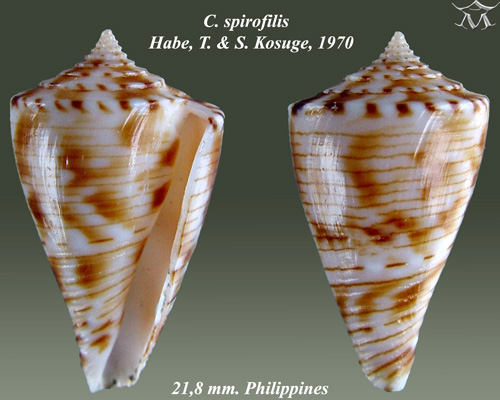
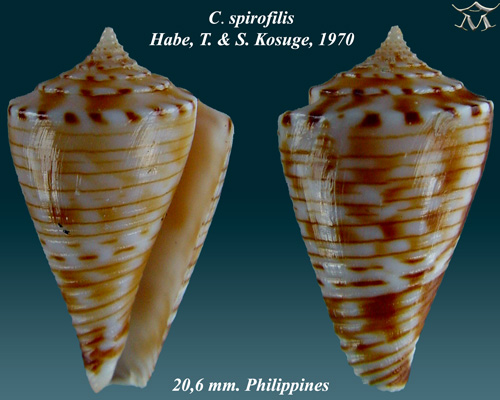
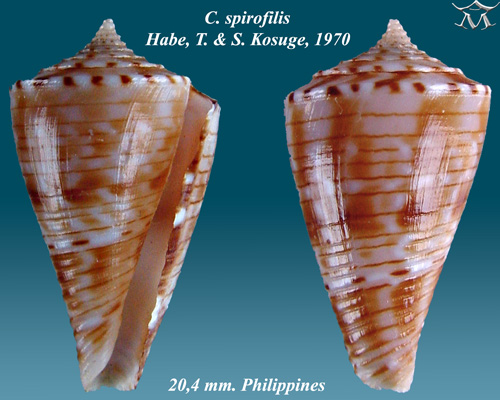